# Nematomenia flavens
Nematomenia flavens is een Solenogastressoort uit de familie van de Dondersiidae. De wetenschappelijke naam van de soort is voor het eerst geldig gepubliceerd in 1890 door Pruvot.